# Undercover Grandpa
Undercover Grandpa è un film del 2017, diretto da Érik Canuel, con protagonisti James Caan e Dylan Everett.

## Trama
Il diciassettenne Jake è riuscito ad ottenere un appuntamento con Angie, la ragazza di cui è innamorato. All'improvviso però, Angie scompare misteriosamente e allora Lou, il nonno di Jake, un ex agente segreto, si mette in azione per trovarla.